# Michele Coltellini
Michele Coltellini, auch Michele Cortellini oder  Michele di Luca dei Coltellini (* um 1480 in Ferrara; † 1543) war ein in Ferrara und Bologna tätiger italienischer Maler der Renaissance.
Von Coltellinis Leben sind nur wenige Daten bekannt. Er war zunächst in Ferrara tätig im Umkreis von    Francesco del Cossa und Domenico Panetti, die zur Schule von Ferrara zählen.
Nach seiner Übersiedlung nach Bologna zeigen seine Bilder umbrische Einflüsse.
Erhalten sind Altarbilder und kleinformatige, von der flämischen Malerei beeinflusste Andachtsbilder.

## Werke

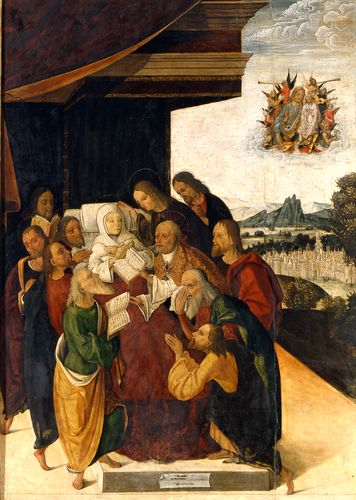
Tod der Jungfrau, um 1502, Pinacoteca di Bologna

- Marientod , um 1502, Pinacoteca di Bologna
- Beschneidung Christi, 1516, Berlin, Staatliche Gemäldesammlungen
- Die Jungfrau Maria und der Hl. Stefan,  Pinacoteca di Ferrara
- Madonna und Heilige (Sacra Conversazione), Pinacoteda di Ferrara
- Die Heiligen Lucia und Apollonia, Coll. Barbi-Cinti, Ferrara
- Segnender Christus Fondazione Carife, Ferrara
- Sacra Conversazione, Walters Art Museum, Baltimore